# 민숙

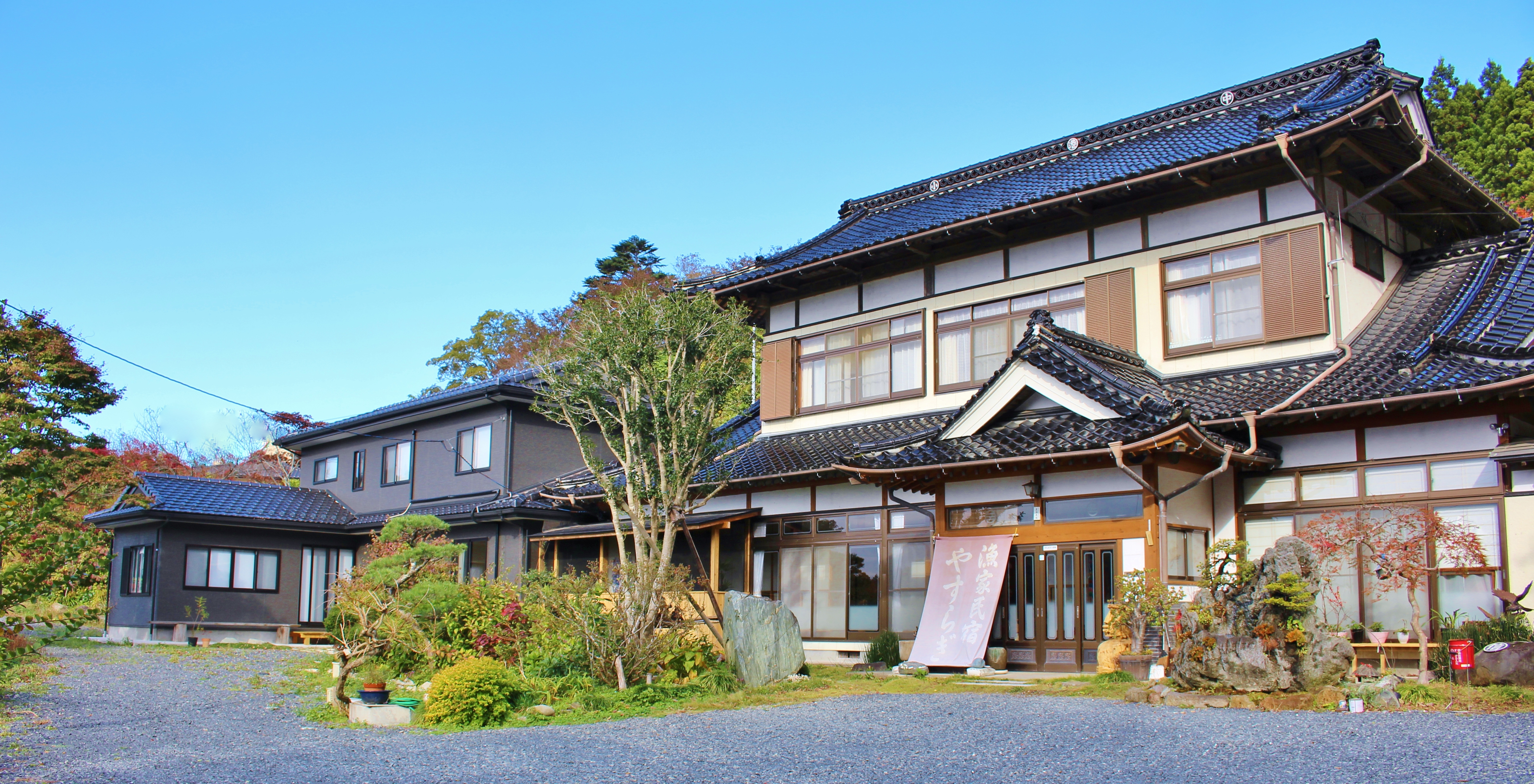
일본의 민슈쿠

민숙(民宿)은 주로 민간이 운영하고 소규모인 숙박 시설이다. 일본에서는 민슈쿠(民宿)라고 하며 보통 객실이 일본식인 등 설비가 주로 일본식인 숙박 시설을 의미하며, 대부분은 가족 단위의 경영이다.